# Sotwell
Sotwell var en civil parish fram till 1948 då den blev en del av Brightwell cum Sotwell, i grevskapet Berkshire (nu Oxfordshire), i England. Civil parish var belägen 16 km från Oxford och hade 227 invånare år 1931. Byn nämndes i Domedagsboken (Domesday Book) år 1086, och kallades då Sotwelle.